# Иваново-Южный (аэропорт)
Ива́ново (Ю́жный) имени А. М. Василевского — аэропорт федерального значения, обслуживающий город Иваново. Расположен в 7 км к юго-западу от центра города в Ивановском районе Ивановской области. Официальная дата начала работы 17 сентября 1939 года.

## Деятельность
Принимаемые воздушные суда самолёты Ан-12, Ан-24, Ан-28, Ан-30, Ил-76, Ту-134, Ту-154, Ту-204, Ту-214, Як-40, Як-42, А-319-100, А-320, B-737, B-757-200, Beechcraft-350, Bombardier CRJ-100,-200, Embraer EMB 120 Brasilia, Embraer E-190, Falcon-7x, Pilatus PC-12, SAAB-340, SAAB-2000, Sukhoi Superjet 100 и др. ВС 3-4 кл., вертолёты всех типов.
Классификационное число ВПП (PCN) 53/F/D/X/T.
Самый низкий пассажиропоток Ивановского аэропорта был в 2009 году — 2810 человек. Объём перевезенного груза в этом же году составлял 1.032 тонн (в 2008 году — 29 тонн).

## История

### В Советском Союзе
В 1939 году на месте будущего аэропорта был построен аэродром с грунтовой взлётно-посадочной полосой. На аэродроме базировалось звено самолётов У-2 и По-2. Выполнялись грузовые, почтовые и санитарные полеты как внутри Ивановской области, так и за её пределами.
В 1952 году началась эксплуатация самолётов Ан-2. В 1957 году введено в эксплуатацию новое здание аэровокзала. С 1963 года аэропорт Иваново начал эксплуатировать самолёты Ли-2, расширив географию полетов.
В 1970 году на смену поршневым Ли-2 поступили турбовинтовые самолёты Ан-24.
В 1972 году был разработан проект нового генерального плана развития аэропорта, согласно 1-й очереди реализации которого была сооружена искусственная взлетно-посадочная полоса размерами 2504×42 м (декабрь 1975 года), рулежные дорожки, перрон, места стоянок воздушных судов и здание современного типового аэровокзала пропускной способностью 400 чел./час (введен в эксплуатацию в 1982 году).
В 1978 году аэропорт Иваново приступил к эксплуатации самолётов Ту-134А и Ту-134А СХ, которые выполняли пассажирские, грузовые перевозки и аэрофотосъемочные полеты.
В 1987 году введён в эксплуатацию новый аэровокзальный комплекс аэропорта Иваново (Южный).
В 1990 году наблюдалась наибольшая активность авиаперевозок:
- полёты выполнялись в 37 городов страны;
- было перевезено 449 475 чел. при средней занятости пассажирских мест 85,8 %;
- перевезено почты 556,1 тонн и грузов 3 815,1 тонн.

### В Российской Федерации

#### 1990—2000 годы
27 августа 1992 года во время захода на посадку в аэропорту Иваново произошла катастрофа самолёта Ту-134. Пассажирский Ту-134 следовал по маршруту Минеральные Воды — Донецк — Иваново. Погибли 84 человека. Самолёт упал на один из домов посёлка Лебяжий Луг
В 1997 году аэропорт стал международным, однако в 1998 году перестал функционировать в связи с отсутствием финансовых возможностей по поддержанию сертификационных требований к материально-техническому обеспечению и персоналу на право ведения аэропортовых видов деятельности.
22 октября 2003 года деятельность аэропорта была приостановлена и объекты имущественного комплекса аэропорта были законсервированы.
В июле 2006 года заключено соглашение с Правительством Москвы и начата реконструкция аэропорта.
В 2008 году восстановлено авиационное сообщение с г. Москва (рейс Москва — Иваново авиакомпании «Атлант-Союз» на самолётах Embraer 120 Brasilia).
В начале 2009 года отменены все рейсы на неопределённый срок.
Рейсы на Москву были возобновлены в июле 2009 года авиакомпанией «Регион-Авиа». Компания также использовала самолёты Embraer 120 Brasilia.

#### 2010 годы
В августе 2010 года рейсы в Москву (Домодедово) стала выполнять авиакомпания Dexter на самолётах Pilatus PC-12.
С 13 января 2011 года открыты регулярные рейсы в Санкт-Петербург (Пулково). Рейсы выполняются на воздушных судах Pilatus PC-12 авиакомпанией Dexter.
С января 2013 года рейсы в Москву (Домодедово) и Санкт-Петербург (Пулково) выполняет авиакомпания РусЛайн на 50-местных самолётах Bombardier CRJ.
С 29 июня по 31 августа 2013 года авиакомпанией РусЛайн осуществлялся сезонный рейс в Анапу (Витязево). Перевозки производились по субботам.
В перспективе возможно восстановление международного статуса аэропорта и открытие рейсов в Казань.
С 7 января по 18 марта 2017 года были открыты сезонные зимние рейсы в Сочи (Адлер), которые выполнялись авиакомпанией «Нордавиа» на самолётах Boeing 737-500.
С 02 июля по 27 августа 2017 года рейсы в Анапу (Витязево) выполняла авиакомпания «RusLine» на самолётах CRJ-100 по воскресеньям.
С 03 июня по 30 сентября 2017 года рейсы в Симферополь (Симферополь), еженедельно по субботам, выполняла авиакомпания «Ред Вингс» на самолётах Ту-204 и Airbus 320.
С 06 июня по 19 сентября 2017 года рейсы в Сочи (Адлер), еженедельно по вторникам, выполняла авиакомпания «Ред Вингс» на самолётах Ту-204 и Airbus 320.
С 02 июля по 27 августа 2017 года рейсы в Анапу (Витязево) выполняла авиакомпания «RusLine» на самолётах CRJ-100 по воскресеньям.
В перспективе на 2017 год было открытие рейсов в Минеральные Воды, Казань и Краснодар.
С 30 мая по 26 сентября 2018 года рейсы в Симферополь (Симферополь) выполнялись авиакомпанией «Нордавиа» на самолётах Boeing 737-500 и Boeing 737-700 по средам.
С 16 июня по 15 сентября 2018 года рейсы в Сочи (Адлер) выполнялись авиакомпанией «Нордавиа» на самолётах Boeing 737-500 и Boeing 737-700 дважды в неделю по вторникам и субботам.
С 02 января по 30 марта 2019 года ежедневные рейсы в Санкт-Петербург (Пулково) выполняет авиакомпания «RusLine» на самолётах CRJ-100 вместимостью 50 пассажиров.
С 01 июня по 21 сентября 2019 года рейсы в Анапу (Витязево) выполняла авиакомпания «RusLine» на самолётах CRJ-100 2 раза в неделю по четвергам и субботам.
С 05 июня по 24 сентября 2019 года рейсы в Симферополь (Симферополь), еженедельно по средам, выполняла авиакомпания «Smartavia» на самолётах Boeing 737-700 и Boeing 737-800.
С 08 июня по 28 сентября 2019 года рейсы в Сочи (Адлер), 2 раза в неделю (вт, сб), выполняла авиакомпания «Smartavia» на самолётах Boeing 737-700 и Boeing 737-800.

#### 2020 годы
С 03 июня по 07 октября 2020 года рейсы в Симферополь (Симферополь), еженедельно по средам, выполняла авиакомпания «Smartavia» на самолётах Boeing 737-700 и Boeing 737-800.
С 07 июня по 04 октября 2020 года рейсы в Сочи (Адлер), еженедельно по воскресеньям, выполняла авиакомпания «Smartavia» на самолётах Boeing 737-700 и Boeing 737-800.
С 25 июня по 19 сентября 2020 года рейсы в Анапу (Витязево) выполняла авиакомпания «RusLine» на самолётах CRJ-100 2 раза в неделю по четвергам и субботам.
С 30 апреля по 30 сентября 2021 года рейсы в Анапу (Витязево), Сочи (Адлер) и Симферополь (Симферополь) выполняла авиакомпания «S7 Airlines» на 144 местных самолётах Airbus A319, по 2 рейса в неделю в каждом направлении.
С 01 января 2022 года регулярные рейсы в Сочи (Адлер) с частотой 1 раз в неделю (сб) выполняет авиакомпания «S7 Airlines» на самолётах Airbus 320 вместимостью 174 пассажира.
С 01 января 2022 года ежедневные рейсы в Санкт-Петербург (Пулково) выполняет авиакомпания «RusLine» на самолётах CRJ-100 вместимостью 50 пассажиров.
С 03 мая 2022 года по вторникам и с 26 мая 2022 года по четвергам, авиакомпания «S7 Airlines» вводит дополнительные сезонные рейсы в Сочи (Адлер) на самолётах Airbus 320 до конца сентября 2022 года.
С 17 мая по 27 сентября 2022 года сезонные рейсы в Калининград (Храброво) с частотой 2 раза в неделю (вт и сб) выполняет авиакомпания «RusLine» на самолётах CRJ-100 вместимостью 50 пассажиров.
С 01 июня по 30 сентября 2022 года авиакомпания «RusLine» вводит дополнительные рейсы в Санкт-Петербург (Пулково) (пн, ср, чт, пт, сб). По данному направлению, летом 2022 года, будет выполняться 12 рейсов в неделю.
С 03 ноября рейсы в Санкт-Петербург (Пулково) начала выполнять авиакомпания «Nordwind Airlines» (оператор рейсов дочерняя авиакомпания «Ikar»). Рейсы выполняются 3 раза в неделю (пн, чт, вс) на 110 местном Embraer E-190.
С 04 ноября и до конца 2022 года авиакомпания «RusLine» обслуживает направление в Санкт-Петербург (Пулково) 4 раза в неделю (вт, ср, пт, сб).
С 01 января 2023 года ежедневные рейсы в Санкт-Петербург (Пулково) выполняет авиакомпания «Nordwind Airlines».
С 02 января 2023 года рейсы в Калининград (Храброво) с частотой 2 раза в неделю выполняет авиакомпания «Nordwind Airlines» (оператор рейсов авиакомпания «Ikar»).
С 04 января 2023 года рейсы в Сочи (Адлер) с частотой 2 раза в неделю выполняет авиакомпания «Nordwind Airlines» (оператор рейсов авиакомпания «Ikar»). В летний период частота рейсов увеличена до 3-х рейсов в неделю.
С 02 августа 2023 года рейсы в Минеральные Воды (Минеральные Воды) с частотой 2 раза в неделю выполняет авиакомпания «Nordwind Airlines» (оператор рейсов авиакомпания «Ikar»).
С 01 мая 2024 года рейсы в Минеральные Воды (Минеральные Воды) с частотой 2 раза в неделю выполняет авиакомпания «Азимут» на самолётах SSJ-100
С 02 июня 2024 года рейсы в Махачкалу (Махачкала) с частотой 2 раза в неделю выполняет авиакомпания «Nordwind Airlines» (оператор рейсов авиакомпания «Ikar»).
24 июня 2025 года аэропорту было присвоено имя дважды Героя Советского Союза, маршала Александра Василевского, родившегося на территории современной Ивановской области.

## Показатели деятельности
Данные из запроса в Викиданные.
| год             | 2014 | 2015 | 2016 | 2017 | 2018 | 2019 | 2020 | 2021 | 2022 | 2023  | 2024 |
| тыс. пассажиров | 22,0 | 20,5 | 18,4 | 23,0 | 22,7 | 38,3 | 34,4 | 68,1 | 70,4 | 107,4 |      |
| Источники:      |      |      |      |      |      |      |      |      |      |       |      |

По итогам 2023 года объем пассажирских авиаперевозок в регионе превзошел показатели с момента развала Советского союза, а также рекордное количество перевезенных пассажиров с 1998 года.